# Shoreditch
Shoreditch – rejon w południowej części gminy London Borough of Hackney w Wielkim Londynie położony w centralno-północnej części regionu. Jest położony blisko centrum Londynu, 4 km od Charing Cross. Rejon ten jest popularny wśród firm informatycznych i programistycznych, znajdują się tam siedziby takich firm jak Last.fm, Songkick oraz Moo.
Znajduje się tu również stacja Shoreditch High Street, będąca na granicy gmin Hackney i Tower Hamlets.